# Hydrobaenus johannseni
Hydrobaenus johannseni är en tvåvingeart som först beskrevs av James E. Sublette 1967.  Hydrobaenus johannseni ingår i släktet Hydrobaenus och familjen fjädermyggor. Inga underarter finns listade i Catalogue of Life.